# Chasseur de primes (film, 1965)
Pour les articles homonymes, voir Chasseur de primes (homonymie).
Chasseur de primes (The Bounty Killer) est un film de Spencer Gordon Bennet, sorti en 1965. .

## Synopsis
Willie Duggan, un pied-tendre, débarque à Silver Creek, une petite ville du Far West. Encore idéaliste, il croit aux vertus de la démocratie et de la bonne éducation mais lorsqu'il ose échanger des propos avec la danseuse-chanteuse de saloon Carole Ridgeway, Willie se fait humilier et rosser. Il n'est sauvé que grâce à l'intervention de Johnny Liam qui abat l'agresseur.S'étant lié d'amitié avec Luther, un ancien capitaine de navire, il se fait avec lui transporteur de fonds. Les deux hommes tombent un jour dans une embuscade et Duggan, se résolvant à la violence armée, tue le voleur. Il découvre bientôt qu'il peut faire de cette activité un métier et devient alors, toujours en compagnie de Luther, chasseur de primes. Tous deux parviennent à capturer Claymore, un hors-le-loi notoire, mais les hommes de main de ce dernier contre-attaquent et abattent Luther. Dès lors, Willie Duggan ne pense plus qu'à tuer - et avec sauvagerie.

## Fiche technique
- Titre original : The Bounty Killer
- Réalisation : Spencer Gordon Bennet
- Assistant réalisateur : Clark Paylow
- Scénario : Ruth Alexander, Leo Gordon
- Directeur de la photographie : Frederick E. West
- Musique : Ronald Stein
- Décors : Don Ament, Harry reif
- Montage : Ronald Sinclair
- Ingénieur du son : Harry Lindgren
- Producteur : Alex Gordon
- Société de production : Premiere Productions
- Société de distribution : 
  - États-Unis : 31 juillet 1965
  - France : 17 novembre 1965

## Distribution
- Dan Duryea : Willie Duggan
- Audrey Dalton : Carole Ridgeway
- Rod Cameron : Johnny Liam
- Richard Arlen : Matthew Ridgeway
- Buster Crabbe : Mike Clayton
- Fuzzy Knight : le capitaine Luther
- Johnny Mack Brown : le shérif Green
- Peter Duryea : le jeune chasseur de primes
- Bob Steele : Red
- Eddie Quillan : le pianiste
- Gilbert M. Anderson : un homme à la cantina

## Autour du film
- Dernière apparition à l'écran du premier cow-boy de l'écran, Gilbert M. Anderson dit Broncho Billy, 62 ans après son premier rôle dans Le Vol du grand rapide (1903).